# الانتخابات العامة الإثيوبية 2021
كان من المفترض إجراء الانتخابات العامة في إثيوبيا في 29 أغسطس 2020 لانتخاب المسؤولين في مجلس النواب، ولكن تم تأجيلها بسبب وباء كوفيد-19. كما تم التخطيط لإجراء انتخابات المجالس الإقليمية والبلدية في نفس الوقت في جميع أنحاء البلاد. في مايو، صوت مجلس النواب الحالي على تأجيل الانتخابات حتى عام 2021.
1 ديسمبر 2019، تم حل الجبهة الثورية الديمقراطية الشعبية الإثيوبية، وهي الائتلاف السياسي الذي هيمن على السياسة الإثيوبية منذ الإطاحة بنظام ديرغ في عام 1991. تم دمج معظم الأحزاب الأعضاء في حزب الازدهار، الذي ورث دور الجبهة كحزب حاكم. أصبح آخر زعيم للجبهة الديمقراطية الثورية للشعب الإثيوبي، رئيس الوزراء آبي أحمد، أول زعيم للحزب الجديد. كانت جبهة التحرير تغراي الحزب التأسيسي الوحيد الذي لم يشارك في الاندماج، وسيشارك في الانتخابات كحزب منفصل.